# سامانثا كاستيلو
سامانثا كاستيلو (بالإسبانية: Samantha Castillo) هي ممثلة فنزويلية، ولدت في 12 مارس 1980 بكاراكاس في فنزويلا.

## وصلات خارجية
- سامانثا كاستيلو على موقع IMDb (الإنجليزية)
- سامانثا كاستيلو على موقع قاعدة بيانات الفيلم (الإنجليزية)